# Ichneumon juniperinus
Ichneumon juniperinus là một loài tò vò trong họ Ichneumonidae.